# Xanthoparmelia synestia
Xanthoparmelia synestia är en lavart som först beskrevs av Stirt., och fick sitt nu gällande namn av Hale. Xanthoparmelia synestia ingår i släktet Xanthoparmelia och familjen Parmeliaceae.   Inga underarter finns listade i Catalogue of Life.